# Super Meat Boy
Super Meat Boy è un videogioco a piattaforme sviluppato da Edmund McMillen e Tommy Refenes con il nome collettivo di "Team Meat", inizialmente uscito per Xbox 360 (Xbox Live Arcade) e in seguito pubblicato anche per Microsoft Windows, macOS, Linux, PS4, Switch, Wii U e PS Vita. 
Il gioco è il successore di Meat Boy, flash game del 2008 sviluppato dallo stesso McMillen e da Jonathan McEntee.

## Trama
La storia parla di Meat Boy, un cubo di carne, che deve salvare la sua fidanzata, Bandage Girl (fatta perciò di cerotti), rapita dal malvagio Dr. Fetus (un feto in un'incubatrice robotica) attraverso livelli dalle piattaforme sopraelevate e pieni di trappole mortali.

## Sviluppo
L'idea di Super Meat Boy nasce nell'ottobre 2008, dopo che Edmund McMillen sviluppa Meat Boy tramite la tecnologia Adobe Flash. Grazie all'ottimo successo ottenuto (dal momento della pubblicazione è stato giocato da 8 milioni di persone), viene contattato da Nintendo e Microsoft con lo scopo di realizzare un gioco per i loro servizi di distribuzione digitale WiiWare e Xbox Live Arcade. Inizialmente McMillen pensa di realizzare un seguito di Gish o Aether, ma alla fine decide di realizzare il seguito di Meat Boy insieme a Tommy Refenes, con il quale stava già lavorando ad un altro gioco in Flash. Viene così formato il "Team Meat" che include il compositore Danny Baranowsky e l'ingegnere sonoro Jordan Fehr. La versione Wiiware del gioco è stata annullata a causa della limitazione della grandezza dei file scaricabile dal servizio.

## Personaggi giocabili
- Meat Boy: il protagonista del gioco, un cubo di carne sanguinolento con ferite sul viso. Molto veloce e in grado di compiere grandi balzi, dovrà salvare la sua fidanzata Bandage Girl dal Dr. Fetus.
- Bandage Girl: la fidanzata di Meat Boy, composta di cerotti rosa e bianchi. Verrà rapita dal Dr. Fetus. Giocabile solo nel Capitolo 7.
- Dr. Fetus: l'antagonista del gioco, si tratta di un feto umano in un'incubatrice robotica in completo da ufficio, cappello a cilindro e  scarpe bianche e viene odiato da tutti. Per qualche strana ragione rapisce Bandage Girl. Giocabile solo in modalità Devil, può sparare dei missili. Si scopre che il Dr. Fetus è in realtà Isaac di The Binding of Isaac.
- Brownie: un cubo di escrementi del Dr. Fetus, boss di gioco e alleato dell'antagonista. Giocabile attraverso un codice da inserire in un controller Xbox 360 per tutte le versioni del gioco.
- Potato Boy: versione meno cruenta di Meat Boy, un altro aspetto insomma.
- Tofu Boy: personaggio di Super Tofu Boy,[6] gioco per browser creato dal gruppo PETA e parodia satirica di Super Meat Boy stesso. È il più debole di tutti i personaggi giocabili, non riesce a superare i livelli fin dal primo. Sbloccabile attraverso un codice.
- Meat Ninja: versione futuristica di Meat Boy, con tuta nera e benda sull'occhio sinistro. Ha la capacità di teletrasportarsi, ma richiede tempismo per l'uso corretto di tale capacità. Sbloccabile dopo aver completato il gioco al 102% (XBLA)/106% (PC e Steam).
- Commander Video: personaggio della serie videoludica di Bit.Trip[7] da Gaijin Games e Aksys Games per WiiWare. Può librarsi, ma è lento secondo solo a Tofu Boy. Sbloccabile completando delle Warp Zone.
- Jill: personaggio di Mighty Jill Off,[8] sbloccabile completando delle Wap Zone. Può atterrare lentamente durante i suoi balzi.
- Ogmo: personaggio di Jumper,[9] anch'esso sbloccabile completando delle Warp Zone specifiche. Possiede il doppio salto.
- Flywrench: personaggio dell'omonimo gioco,[10] sbloccabile completando delle Warp Zone. Fa due piccoli salti a mezz'aria e riesce ad arrampicarsi lungo le pareti.
- The Kid: protagonista di I Wanna Be the Guy, sbloccabile completando delle Warp Zone. Possiede il doppio salto.
- Gish: personaggio dell'omonimo gioco,[11] lo si può sbloccare dopo aver raccolto 10 cerotti. Si attacca alle pareti e si muove sui soffitti, ma è lento e difficile da manovrare.
- Alien Hominid: preso dall'omonimo gioco,[12] questo personaggio usa la sua pistola a raggi per aumentare la forza dei suoi salti oppure allungare i tempi di caduta. Sbloccabile dopo aver raccolto 30 cerotti.
- Tim: protagonista del gioco indie Braid, ha la capacità di riavvolgere il tempo di 3 secondi, per poter così riparare agli errori del giocatore. Sbloccabile dopo aver raccolto 50 cerotti e inserito un codice su Steam.
- Spelunky: personaggio dell'omonimo videogioco, usa esplosivi per lanciarsi a grandi distanze. Sbloccabile raccogliendo 70 cerotti.
- Pink Knight: uno dei personaggi giocabili di Castle Crashers, può librarsi nell'aria. Sbloccabile dopo aver raccolto 90 cerotti.
- The Ninja: personaggio dei giochi N ed N+,[13] lo si sblocca dopo aver raccolto 100 cerotti. Molto abile in aria, sa essere velocissimo.
- Headcrab: uno degli alieni più comuni e noti di Half-Life, sbloccabile dopo 10 cerotti raccolti come per Gish. Si attacca alle pareti e cammina sui soffitti, ha un salto orizzontale.
- Josef: il robottino protagonista di Machinarium, sbloccabile dopo 30 cerotti come per Alien Hominid. Sa aggrapparsi alle pareti con salti ripetuti.
- Naija: personaggio femminile e protagonista di Aquaria,[14] sbloccabile dopo aver raccolto 50 cerotti come per Tim. Fa un breve salto in avanti, ma si rende "scivolosa" quando si cambia verso al personaggio.
- RunMan: protagonista di RunMan: Race Around In The World,[15] uno dei più veloci personaggi del gioco assieme a The Ninja. Sbloccabile dopo aver raccolto 70 cerotti come per Spelunky.
- Captain Viridian: protagonista di VVVVVV, sbloccabile a 90 cerotti raccolti come per Pink Knight. Può capovolgere la gravità, ma solo quando il terreno è stabile orizzontalmente.
- Steve: il protagonista di Minecraft, sbloccabile a 100 cerotti raccolti come per The Ninja. Ha la capacità di rimuovere e posizionare blocchi, rendendo i livelli labirintici.
- Goo Ball: ispirato alle palline di melma protagoniste del gioco World of Goo, si comporta come Headcrab, ma senza salto orizzontale. Sbloccabile con 10 cerotti raccolti e un codice da digitare.

## Sequel
È stato sviluppato un seguito, chiamato Super Meat Boy Forever, uscito il 23 Dicembre 2020.